# 天才作家の妻 40年目の真実
『天才作家の妻 40年目の真実』（てんさいさっかのつま 40ねんめのしんじつ、The Wife）は、2017年のスウェーデン・イギリス・アメリカ合衆国のサスペンス映画。監督はビョルン・ルンゲ、出演はグレン・クローズとジョナサン・プライスなど。米国の作家メグ・ウォリッツァーの「妻」が原作。天才作家と呼ばれている夫のノーベル文学賞受賞をきっかけに崩壊していく夫婦関係を描いている。

## ストーリー
“現代文学の巨匠”と呼ばれているアメリカの作家ジョゼフはノーベル文学賞を授与されることになり、妻のジョーンと息子と共に、授賞式が行われるストックホルムにやってきた。
だが、彼らの前に記者ナサニエルが現れたことで状況は一変する。ナサニエルはかねてからジョゼフの経歴に疑いを抱いており、彼らを執拗に追い回し、問いただす。
実はジョーンは豊かな文才に恵まれており、かつて作家を志していたが、あることがきっかけでそれを断念していた。ジョゼフと結婚後、ジョーンは夫の“ゴーストライター”として、世界的作家となる彼の成功を支えてきていたのだった。これまで一見完璧に見えた2人の関係が、ジョゼフのノーベル文学賞受賞をきっかけに崩壊していく。

## キャスト
- ジョーン・キャッスルマン：グレン・クローズ
- ジョゼフ・キャッスルマン：ジョナサン・プライス
- ナサニエル・ボーン：クリスチャン・スレーター
- デヴィッド・キャッスルマン：マックス・アイアンズ
- 若い時のジョゼフ：ハリー・ロイド
- 若い時のジョーン：アニー・スターク
- エレーヌ・モゼル：エリザベス・マクガヴァン